# Шарохин, Михаил Николаевич
Михаи́л Никола́евич Шарохин (11 [23] декабря 1898, деревня Ивановское, Ярославская губерния — 19 сентября 1974, Москва) — советский военачальник. Командующий 37-й и 57-й армиями в Великой Отечественной войне. Герой Советского Союза (28.04.1945), генерал-полковник (1945).

## Биография
Михаил Николаевич Шарохин родился в крестьянской семье 11 (23) декабря 1898 в деревне Ивановское (ныне — Даниловский район Ярославской области).

### Первая мировая и гражданская войны
В феврале 1917 года призван на военную службу в Русскую императорскую армию. Участник Первой мировой войны, воевал рядовым на Северном фронте.
Во время революционных событий 1917 года перешёл на сторону большевиков и в ноябре 1917 года вступил в Красную гвардию, участвовал в боях против германских интервентов в районе Пскова в феврале 1918 года. В мае вернулся в родные края, работал на железной дороге, был избран председателем комитета бедноты.
В ноябре 1918 года добровольцем вступил в Красную армию. Сначала служил начальником пулемётной команды отдельного кавалерийского дивизиона Ярославской кавалерийской дивизии, с которой участвовал в боях против белогвардейцев под Архангельском. С апреля 1919 года воевал в 3-й кавалерийской дивизии на Восточном фронте: начальник пулемётной команды, командир взвода. Воевал против белой Русской армии адмирала А. В. Колчака и Оренбургской армии генерала А. И. Дутова. В январе 1922 года переведён на Туркестанский фронт, где воевал с басмачами в должности командира эскадрона 14-го кавалерийского полка 3-й кавалерийской дивизии. В боях гражданской войны трижды был ранен.
Член РКП(б) с 1920 года.

### Межвоенный период
С ноября 1922 года служил в 7-м Заамурском кавалерийском полку: командир взвода и помощник командира эскадрона. Окончил кавалерийские курсы усовершенствования комсостава в 1926 году. В октябре 1926 года направлен на службу в 5-ю Ставропольскую кавалерийскую дивизию имени М. Ф. Блинова Северо-Кавказского военного округа: командир пулемётного эскадрона и начальник полковой школы. В 1932 году направлен учиться в академию. Окончил Военную академию РККА имени М. В. Фрунзе в 1936 году. Однако после окончания академии бывшего кавалериста неожиданно направили на службу в авиацию, в мае 1936 года он назначен начальником штаба 55-й лёгкобомбардировочной авиационной бригады, затем был начальником штаба 78-й скоростной лёгкобомбардировочной авиационной бригады, а в 1937 году назначен командиром этой бригады в Новочеркасске.
Однако в том же 1937 году майор Шарохин вновь направлен в академию. Окончил Академию Генерального штаба РККА в 1939 году. С 1939 года — старший помощник начальника отдела, а с 1940 года — начальник ближневосточного отдела Оперативного управления Генерального штаба РККА в Москве.

### Великая Отечественная война

Постановление о присвоении М. Н. Шарохину воинского звания генерал-полковника

В первый год войны продолжал службу в Генеральном штабе: заместитель начальника Оперативного управления, затем заместитель начальника Генерального штаба.
С февраля 1942 года — начальник штаба 3-й ударной армии на Калининском фронте. С августа 1942 года — начальник штаба Северо-Западного фронта. С октября 1942 года — начальник штаба Волховского фронта. На этих постах участвовал в борьбе против Демянской группировки немецких войск и в операции «Искра».
С августа 1943 года командовал 37-й армией на Степном, 2-м и 3-м Украинских фронтах, которая участвовала в Полтавско-Кременчугской наступательной операции, в форсировании Днепра, в Нижнеднепровской, Никопольско-Криворожской, Березнеговато-Снигиревской, Одесской, Ясско-Кишиневской и Болгарской наступательных операциях. В этих сражениях войска армии форсировали реки Днепр, Ингулец, Ингул, Южный Буг и Днестр и освободили совместно с 46-й армией Кривой Рог (22.02.1944), Вознесенск (24.03.1944), Тирасполь (12.04.1944) и другие. К концу сентября 1944 года войска 37-й армии вышли к болгарским городам Казанлык, Ямбол, Бургас, где и оставались до конца войны.
В октябре 1944 года был переведён на должность командующего войсками 57-й армии 3-го Украинского фронта, которой командовал до Победы. Во главе этой армии участвовал в Апатин-Капошварской, Будапештской операции, Балатонской оборонительной, Венской, Надьканижско-Кёрмендской и Грацско-Амштеттенской наступательных операциях. Закончил ВОВ в Австрии.
За умелую организацию боевых действий, чёткое управление войсками армии при форсировании рек Днепр, Южный Буг, Днестр и Дунай, обеспечение захвата и удержания плацдармов, командующий фронтом Маршал Советского Союза Ф. И. Толбухин представил М. Н. Шарохина к присвоению звания Героя Советского Союза в конце марта 1944 года.
Указом Президиума Верховного Совета СССР от 28 апреля 1945 года «за образцовое выполнение заданий командования на фронте борьбы с немецкими захватчиками и проявленные при этом отвагу и геройство» генерал-полковнику Шарохину Михаилу Николаевичу присвоено звание Героя Советского Союза с вручением ордена Ленина и медали «Золотая Звезда».

### После войны
Продолжал командовать 57-й армией, которая в июле 1945 года передана в состав Южной группы войск. В апреле 1946 года назначен начальником управления изучения опыта войны в Генеральном штабе. В январе 1952 года назначен заместителем начальника Главного военно-научного управления Генштаба. С апреля 1953 года — начальник Управления высших военно-учебных заведений Министерства обороны СССР. С марта 1957 года — научный консультант при заместителе министра обороны по военной науке. С апреля 1958 года — военный консультант Группы генеральных инспекторов МО СССР.
Уволен в отставку в 1960 году и до начала 1970-х работал редактором и автором журнала "Военная мысль".
Скончался 19 сентября 1974 года от рака лёгкого, будучи всю жизнь активным курильщиком. Похоронен в Москве на Новодевичьем кладбище.

## Награды
- Герой Советского Союза (28.04.1945);
- три ордена Ленина (13.09.1944, 21.02.1945, 28.04.1945);
- четыре ордена Красного Знамени (21.05.1942, 3.11.1944, …);
- орден Суворова I степени (20.12.1943);
- орден Богдана Хмельницкого I степени (19.03.1944);
- орден Кутузова II степени (08.02.1943);
- орден Красной Звезды (1940);
- медали;[3]

иностранные награды
- Орден Партизанской звезды I степени (30.05.1945, Югославия)[5];
- Орден «9 сентября 1944 года» I степени с мечами (14.09.1964, Болгария);
- Орден Народной Республики Болгария I степени (1969);
- Орден «За храбрость» II степени (12.06.1945, Болгария)[6];
- Орден Тудора Владимиреску I степени (24.10.1969, Румыния);
- Орден Заслуг Венгерской Народной Республики (1970);
- Медаль «25 лет освобождения Румынии» (1969);
- Медаль «Отечественная война 1944—1945 гг.» (Болгария);
- Медаль «За заслуги перед Болгарской Народной Армией» (1968);
- Медаль «20 лет Болгарской Народной Армии» (1964);
- В 1969 году решением исполкома Тираспольского горсовета депутатов трудящихся командарму-освободителю Шарохину М. Н. было присвоено звание «Почётный гражданин Тирасполя»;
- Почётный гражданин города Печ (Венгрия, 1970).

## Воинские звания
- Капитан (30.12.1935)
- Майор (1936 или 1937)
- Полковник (28.02.1938)
- Комбриг (05.04.1940)
- Генерал-майор (04.06.1940)
- Генерал-лейтенант (21.05.1942)
- Генерал-полковник (19.04.1945)

## Память
- Именем генерала Шарохина названа улица в городе Тирасполь.
- Именем генерала Шарохина названа улица в городе Данилов.
- В 1978 году издан художественный маркированный конверт, посвящённый герою.

## Семья
- Жена — Вера Михайловна Шарохина (1907 - 1976), домохозяйка.
- Сын — Юрий Михайлович Шарохин (1937 - 196?), офицер СА.
- Дочь — Наталья Михайловна Родионова (Шарохина) (род. 1941), преподаватель иностранных языков.

## Сочинения
- Шарохин М. Н., Петрухин В. С. Путь к Балатону. — М., 1966.
- Шарохин М. Н., Петрухин В. С. Форсирование Дуная войсками 57-й армии и захват оперативного плацдарма в районе Батины // Военно-исторический журнал. — 1961. — № 2. — С. 25—36.
- Шарохин М. Н. 37-я армия в Ясско-Кишиневской операции // Военно-исторический журнал. — 1969. — № 8. — С. 100—108.

## Комментарии
1. ↑  Из четырёх НП «Ивановское», имеющихся в Даниловском районе, три (Ивановское (Даниловский сельский округ), Ивановское (Покровский сельский округ), Ивановское (Середское сельское поселение)) на дату рождения персоны относились к Даниловскому уезду, один (Ивановское (Дмитриевское сельское поселение)) — к Романово-Борисоглебскому уезду. Доступные источники не содержат информации, позволяющей уточнить место рождения.